# ギャップ・マンジョーネ
ガスパーレ・チャールズ・"ギャップ"・マンジョーネ（Gaspare Charles "Gap" Mangione、1938年7月31日 - ）は、アメリカ合衆国のジャズ・ピアニスト。弟は、同じくトランペット奏者、フリューゲルホルン奏者としてジャズ・フュージョンの活動で知られた、チャック・マンジョーネ。

## 来歴
ニューヨーク州ロチェスターに、シチリア系の両親の間に生まれる。
1960年には、弟のチャック・マンジョーネと共にザ・ジャズブラザーズというハード・バップ・ジャズ・バンドを結成。複数枚のアルバムをリリース。
その後自身のリーダー作を発表する傍ら、チャックのリーダー作品にもピアノで参加している。
2004年、ギャップはグレーターロチェスター芸術文化評議会から年間最優秀アーティスト賞を受賞し、2015年にはロチェスター音楽の殿堂入りを果たした。

## ディスコグラフィ

### リーダー・共同リーダーアルバム
- The Jazz Brothers（1960年）
- Hey Baby!（1961年）
- Spring Fever（1961年）
- Diana in the Autumn Wind (1968年)
- Sing Along Junk  (1972年)
- ...And the Kids Call It Boogie (1974年)
- She and I (1974年)
- Gap Mangione! (1976年)
- Suite Lady with ラリー・カールトン (1978年)
- Dancin' Is Making Love with ラリー・カールトン (1979年)
- The Boys from Rochester  (1989年)
- Planet Gap with the Big Band  (1997年)
- Stolen Moments with the Big Band  (2003年)
- Family Holidays (2004年)